# Mike Burton
Michael Jay „Mike“ Burton (*  3. Juni 1947 in Des Moines) ist ein ehemaliger US-amerikanischer Schwimmer.
Mit zwölf Jahren wurde Burton auf dem Fahrrad von einem Lastwagen angefahren und konnte danach wegen Hüftverletzungen keinen Sport mehr betreiben außer Schwimmen. Als Schwimmer wurde er zu einem der besten Langstreckenschwimmer seiner Zeit. Er stellte sieben Weltrekorde auf und 16 US-Rekorde, zehnmal wurde er US-Meister. Burton war der erste Schwimmer, der die 1650-Yard-Strecke unter 16 Minuten schwamm, und auch der erste, der 800 Meter unter 8:30 Minuten schwamm.
Bei den Olympischen Spielen 1968 in Mexiko-Stadt wurde er über 400 m und 1500 m Freistil Olympiasieger. In München 1972 konnte er seinen Olympiasieg über 1500 m Freistil wiederholen. Im Jahr 1977 wurde er in die Ruhmeshalle des internationalen Schwimmsports aufgenommen.